# Étampes-sur-Marne
Étampes-sur-Marne – miejscowość i gmina we Francji, w regionie Hauts-de-France, w departamencie Aisne.
Według danych na styczeń 2014 roku gminę zamieszkiwało 1180 osób, a gęstość zaludnienia wynosiła 526,8 osób/km².